# Ceriocava
Ceriocava is een uitgestorven geslacht van mosdiertjes, dat leefde van het Jura tot het Krijt.

## Beschrijving
Deze struikvormige kolonie bevatte cilindrische vertakkingen met een middellijn tot 5,5 cm. De takken waren overdekt met een honingraat van veelhoekige (meestal zeshoekige) zooëcia (huisje van een zooïde), die dikwijls waren uitgerust met opercula (sluitklepjes). Soms werden er ook enkele lange en onregelmatig zakvormige zooïden (individuen binnen een mosdierkolonie) gevonden, die bestemd waren voor het uitbroeden van embryo’s.